# Xenocatantops humilis
Xenocatantops humilis är en insektsart som först beskrevs av Jean Guillaume Audinet Serville 1838.  Xenocatantops humilis ingår i släktet Xenocatantops och familjen gräshoppor.

## Underarter
Arten delas in i följande underarter:
- X. h. humilis
- X. h. brachycerus